# Simão Estácio da Silveira
Simão Estácio da Silveira foi um dos pioneiros da colonização portuguesa no Maranhão. Era de origem açoriana. Foi juiz da primeira Câmara de São Luís, procurador da conquista do Maranhão.
Escreveu a obra "Relação Sumária das Cousas do Maranhão" (1619), publicada em 1624 em Lisboa, com o propósito de atrair colonos portugueses para a região.
Simão Estácio da Silveira é o patrono da Câmara Municipal de São Luís, havendo em sua homenagem medalha de mérito municipal do mesmo nome. Comandou a chegada, em 1619, de trezentos casais dos Açores, tendo sido eleito o primeiro presidente da Câmara Municipal de São Luís.